# عوسج أصفر
عَوْسَج أصفر عُلَّيق أصفر نبات دغلي سبروتي معمر أحجن الشوك من جنس العوسج. ساقه فرعاء مدادة. أوراقه مركبة ثلاثية الوريقات المسننة الحافة. أزهاره نورية التجميع بيضاء اللون. ثماره سكرية الطعم عادمة العرف صفراء اللون. موطنها الأصلي في وسط وجنوب الصين، ووُطّنت في بولندا وتشيكوسلوفاكيا السابقة. كان متوفرا من الموردين التجاريين.  الفاكهة ذات اللون البرتقالي المصفر صالحة للأكل ويمكن أن تؤكل كما هي أو تحوّل إلى معلبات أو نبيذ.